# 克羅帕爾卡區

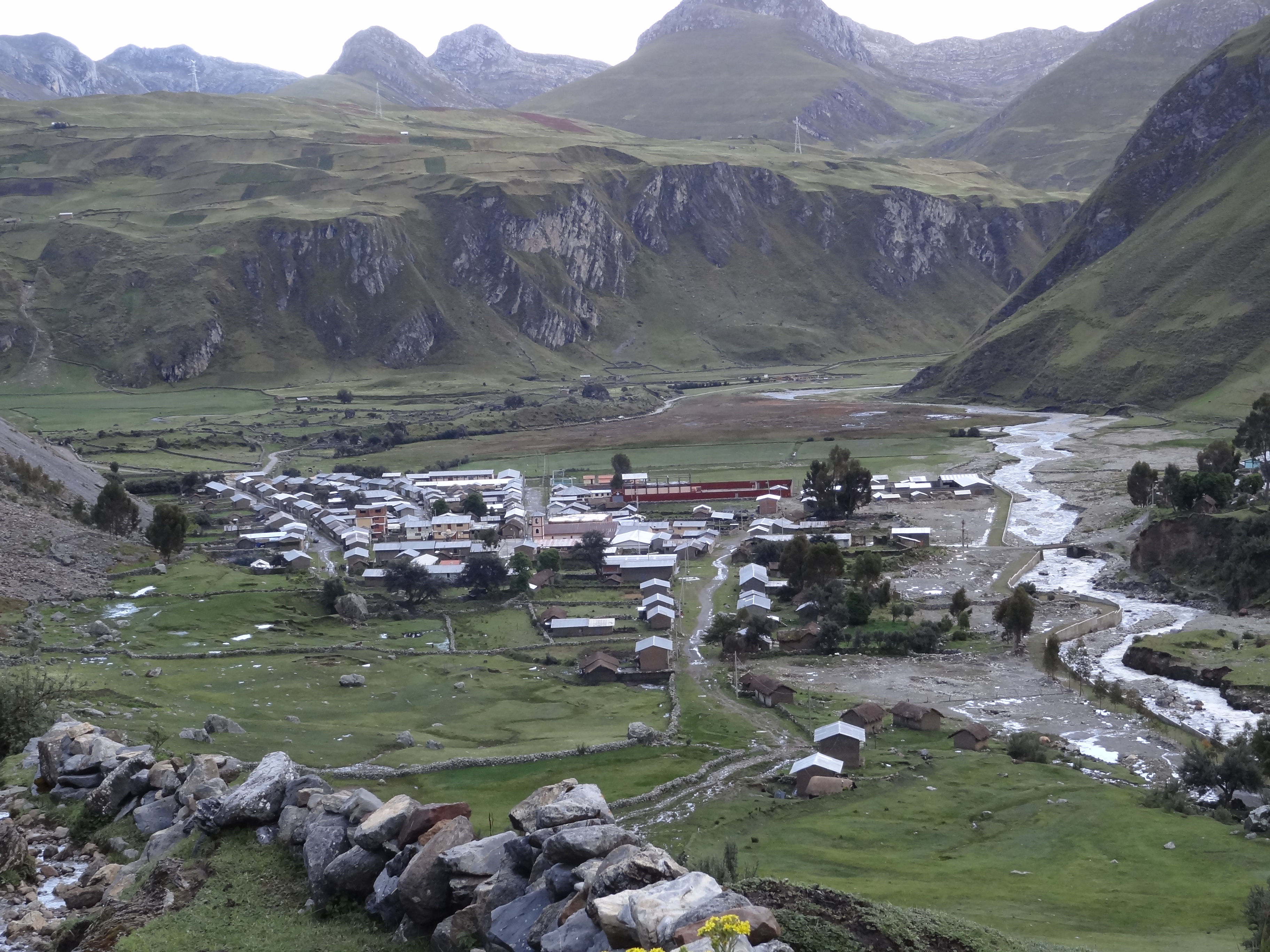

10°10′45″S 76°48′10″W / 10.17917°S 76.80278°W
克羅帕爾卡區（西班牙語：Distrito de Queropalca），是秘魯的一個區，位於該國中部瓦努科大區的勞里科查省，始建於1962年5月12日，面積131.2平方公里，海拔高度3,831米，2005年人口849，人口密度每平方公里6.5人。